# Clypeoseptoria sparothospermi
Clypeoseptoria sparothospermi är en svampart som beskrevs av Linder 1943. Clypeoseptoria sparothospermi ingår i släktet Clypeoseptoria, divisionen sporsäcksvampar och riket svampar.   Inga underarter finns listade i Catalogue of Life.